# Космически отпадъци
Космическите отпадъци (също космически отломки), познати още като космически боклук, са елементи от нефункциониращи обекти. Те обикалят в орбита около Земята и включват неактивни сателити, изхвърлени ракетни степени и части от минали космически мисии. Космическите отпадъци са сериозен проблем, тъй като са концентрирани в зоната, където орбитират спътниците и другите функциониращи космически апарати. Съвпадение на орбитите на работещ апарат с отломка може да доведе до сблъсък и повреда.
Към 2009 г. броят на останките, по-големи от 5 cm, е 19 000. Космическите останки в орбита до 2000 km и размер над 1 cm наброяват около 300 000. За сравнение Международната космическа станция (МКС) е разположена на 300 – 400 km над Земята.
Ефективни мерки за защита от обектите на космическия боклук с напречен размер над 1 cm (на ниски и средни орбити) практически няма.